# Divizia A 1950
Sezonul 1950 al Diviziei A a fost cea de-a 33-a ediție a Campionatului de Fotbal al României, și a 13-a de la introducerea sistemului divizionar. A început pe 19 martie 1950 și s-a terminat pe 19 noiembrie 1950. Flamura Roșie Arad a devenit campioană pentru a treia oară în istoria sa. 
Numărul echipelor din primul eșalon a fost scăzut la 12 față de sezonul precedent, iar calendarul a fost modificat, adoptându-se cel pe stil sovietic, primăvară-toamnă. Pentru a face trecerea de la un sistem competițional la celălalt, în toamna anului 1949 o competiție intitulată Cupa de Toamnă care a reunit cele 36 de echipe din primele două divizii, împărțite în șase grupe de câte șase. Nu s-a disputat un turneu final între câștigătoarele grupelor.

## Echipe
Schimbări de denumiri:
- ITA a devenit Flamura Roșie Arad,
- CFR București a devenit Locomotiva București,
- CSU Timișoara a devenit Știința Timișoara,
- CFR Timișoara a devenit Locomotiva Timișoara,
- CSCA București a devenit CCA București,
- Jiul Petroșani a devenit Partizanul Petroșani,
- RATA Târgu Mureș a devenit Locomotiva Târgu Mureș,
- Petrolul București a devenit Partizanul București,
- Metalochimic Reșița a devenit Metalul Reșița,
- CFR Sibiu a devenit Locomotiva Sibiu.

## Clasament
| Loc | Echipă                | Pct. | MJ | V  | E | Î  | GM | GP | GA    | Calificare sau retrogradare    |
| --- | --------------------- | ---- | -- | -- | - | -- | -- | -- | ----- | ------------------------------ |
| 1.  | UTA Arad (C)          | 28   | 22 | 11 | 6 | 5  | 43 | 27 | 1,593 | Campioana României             |
| 2.  | Locomotiva București  | 28   | 22 | 11 | 6 | 5  | 43 | 33 | 1,303 |                                |
| 3.  | Politehnica Timișoara | 25   | 22 | 9  | 7 | 6  | 30 | 37 | 0,811 |                                |
| 4.  | CFR Timișoara         | 24   | 22 | 11 | 2 | 9  | 40 | 28 | 1,429 |                                |
| 5.  | CCA București         | 24   | 22 | 8  | 8 | 6  | 37 | 26 | 1,423 |                                |
| 6.  | Jiul Petroșani        | 22   | 22 | 7  | 8 | 7  | 39 | 38 | 1,026 |                                |
| 7.  | CA Oradea             | 22   | 22 | 8  | 6 | 8  | 32 | 34 | 0,941 |                                |
| 8.  | Dinamo                | 21   | 22 | 9  | 3 | 10 | 40 | 45 | 0,889 |                                |
| 9.  | CS Târgu Mureș        | 18   | 22 | 6  | 6 | 10 | 32 | 38 | 0,842 |                                |
| 10. | Partizanul București  | 18   | 22 | 5  | 8 | 9  | 39 | 49 | 0,796 |                                |
| 11. | Metalul Reșița (R)    | 18   | 22 | 6  | 6 | 10 | 38 | 48 | 0,792 | Retrogradare în Divizia B 1951 |
| 12. | Șoimii Sibiu (R)      | 16   | 22 | 4  | 8 | 10 | 28 | 38 | 0,737 | Retrogradare în Divizia B 1951 |

| Câștigătorii Diviziei A, ediția 1950 |
| ------------------------------------ |
| Flamura Roșie Arad Al 3-lea Titlu    |

## Rezultate
| Oaspeți ► Gazde ▼                          | CCA | DIN | FRA | ORA | LBU | SIB | LTI | TÂR | REȘ | PAR | PET | ȘTI |
| ------------------------------------------ | --- | --- | --- | --- | --- | --- | --- | --- | --- | --- | --- | --- |
| CCA București                              | —   | 0–1 | 0–2 | 3–1 | 1–0 | 0–1 | 1–1 | 2–0 | 2–0 | 1–1 | 1–2 | 5–1 |
| Dinamo București                           | 2–2 | —   | 1–3 | 0–2 | 3–5 | 2–1 | 4–2 | 3–2 | 2–1 | 2–2 | 5–3 | 2–3 |
| Flamura Roșie Arad                         | 1–1 | 2–0 | —   | 2–1 | 1–3 | 5–3 | 0–0 | 7–1 | 2–1 | 3–0 | 2–2 | 4–0 |
| IC Oradea                                  | 2–1 | 1–0 | 2–1 | —   | 2–1 | 4–1 | 0–3 | 3–1 | 2–2 | 2–2 | 2–2 | 2–3 |
| Locomotiva București                       | 2–4 | 4–2 | 1–1 | 2–0 | —   | 4–3 | 1–0 | 2–2 | 4–3 | 1–0 | 1–1 | 3–1 |
| Locomotiva Sibiu                           | 0–3 | 2–1 | 0–1 | 2–0 | 2–3 | —   | 0–2 | 1–1 | 4–2 | 1–1 | 0–1 | 0–0 |
| Locomotiva Timișoara                       | 3–2 | 1–3 | 2–0 | 0–1 | 1–0 | 2–1 | —   | 1–0 | 4–1 | 7–3 | 5–0 | 0–1 |
| Locomotiva Târgu Mureș                     | 0–0 | 2–0 | 1–2 | 0–0 | 2–2 | 2–2 | 2–0 | —   | 3–1 | 4–1 | 3–2 | 4–0 |
| Metalul Reșița                             | 2–2 | 2–0 | 0–0 | 3–1 | 2–3 | 2–2 | 2–1 | 2–1 | —   | 2–1 | 3–1 | 1–1 |
| Partizanul București                       | 2–2 | 3–4 | 2–2 | 1–1 | 1–0 | 1–1 | 3–2 | 3–1 | 4–3 | —   | 5–2 | 2–3 |
| Partizanul Petroșani                       | 1–1 | 0–0 | 4–1 | 2–1 | 1–1 | 0–0 | 2–3 | 3–0 | 6–1 | 3–0 | —   | 0–2 |
| Știința Timișoara                          | 1–3 | 2–3 | 2–1 | 2–2 | 0–0 | 1–1 | 1–0 | 1–0 | 2–2 | 2–1 | 1–1 | —   |
| Câștigă gazdele; Remiză; Câștigă oaspeții. |     |     |     |     |     |     |     |     |     |     |     |     |